# Datensicherung
Datensicherung (englisch backup [ˈbækʌp]) bezeichnet den Vorgang zum Sichern von Daten mit dem Ziel, diese im Falle eines Datenverlustes wiederherstellen zu können. Die Datensicherung ist eine elementare Maßnahme der Datensicherheit.
Die auf einem Speichermedium redundant gesicherten Daten werden als Sicherungskopie oder als Back-up (nach dem engl. Backup) bezeichnet, die entweder online oder offline angelegt werden kann. Die Wiederherstellung der Originaldaten aus einer Sicherungskopie bezeichnet man wiederum als Datenwiederherstellung, Datenrücksicherung oder (englisch) Restore.

## Umsetzung

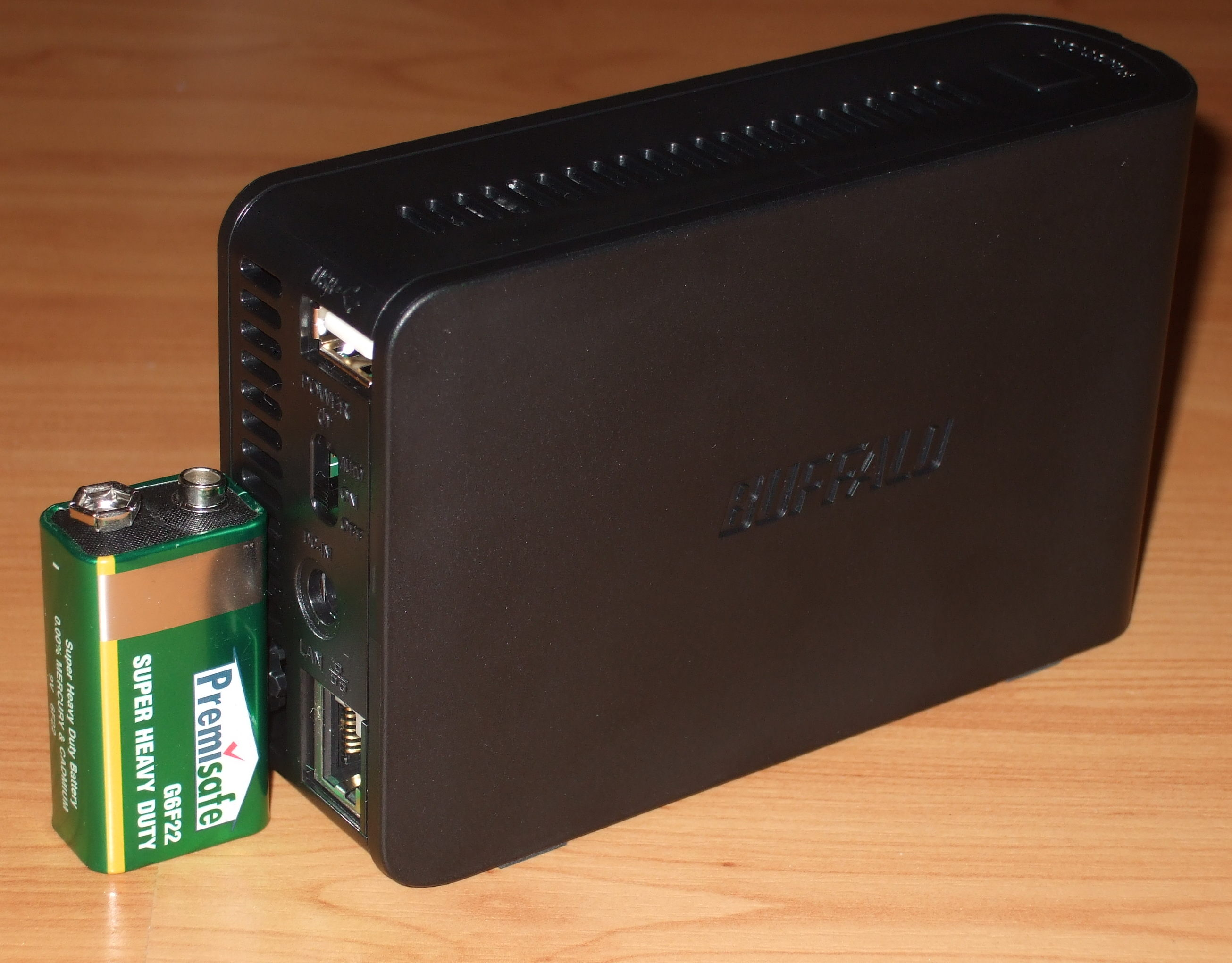
Kompakte Netzwerk-Festplatte

Die Aufbewahrung von Datensicherungen sollte in einer sicheren Umgebung erfolgen, die örtlich entfernt von der EDV-Anlage ist. Das Herstellen der Datensicherung kann zusätzlich auf einem anderen Medium für Datenspeicherung erfolgen, um typische technische Risiken zu mindern.
- Für Privatpersonen bieten sich externe Festplatten mit USB-Anschluss an. Diese lassen sich unkompliziert an das zu sichernde System anschließen, wieder von diesem trennen und ermöglichen so eine externe Aufbewahrung. Auch netzwerkbasierter Speicher (NAS) und Wechselplatten sind einfach anzuschließen und zu entfernen, wodurch schnelle Sicherungen möglich sind.
- Bei NAS-Systemen besteht in der Regel zusätzlich die Möglichkeit, einen RAID-Verbund aus mehreren Festplatten anzulegen, mit dem auch bei technischem Versagen einer einzelnen Platte die Daten noch verfügbar bleiben.
- Für kleinere Unternehmen eignen sich z. B. Bankschließfächer zur Aufbewahrung von Datenträgern. Allerdings kann in der Regel nicht zu jeder Zeit darauf zugegriffen werden, da der Zugang zu den Datenträgern nur während der Öffnungszeiten der Bank möglich ist. Eine Alternative dazu stellt die Online-Datensicherung dar, auch häufig als Cloud bezeichnet: Diese Form der Datensicherung erfolgt außer Haus, meist in einem Rechenzentrum, und es kann jederzeit darauf zugegriffen werden. Hierbei ist darauf zu achten, dass der Datentransfer in gesicherter Art und Weise erfolgt. Auch der externe Dienstleister sollte die Inhalte nicht lesen können.
- Für größere Unternehmen können sich speziell gesicherte Safes oder Räumlichkeiten (sog. Zellen) zur feuersicheren Unterbringung der Tape-Library lohnen. Viele Versicherungen verlangen dabei eine Lagerung in unterschiedlichen Brandabschnitten. Auch können die gesicherten Daten auf mehrere Standorte oder Rechenzentren verteilt werden.

## Dokumentation
Bei der Datensicherung ist es sehr wichtig, eine gute Dokumentation zu führen, da von ihr der Erfolg und die Geschwindigkeit der Datensicherung sowie der Wiederherstellung abhängen können.
Die Dokumentation sollte umfassen:
- Ablauf der Datensicherung
- Aufbau der Archivierung
- zu treffende (Sofort-)Maßnahmen
- Kompetenzen (der Mitarbeiter und Dienstleister)
- Prioritäten für besonders zeitkritische Daten und Systeme

Für eine bessere Übersichtlichkeit kann die Dokumentation für Sicherung und Wiederherstellung jeweils getrennt in einem Sicherungs- bzw. Wiederherstellungsplan festgelegt werden.

## Sicherungsarten
Je nach Veränderungsintensität der zu sichernden Daten können beim konkreten Sicherungsvorgang verschiedene Sicherungsarten eingesetzt werden. Einzelne Sicherungsvorgänge können in Volldatensicherung, differenzielle und inkrementelle Sicherung unterschieden werden. Differenzielle und inkrementelle Sicherung setzen mindestens eine erfolgte Volldatensicherung voraus. Bei der normalen Datensicherung werden bestimmte Dateien und/oder Verzeichnisse (Ordner) ausgewählt, deren Inhalt gesichert werden soll. Es besteht auch die Möglichkeit, nur bestimmte Dateiformate zu sichern. Daneben lassen sich auch ganze Datenträger oder Datenträger-Partitionen als Abbild sichern. In allen Fällen ist es möglich, auch lediglich Teile aus einem vollständigen Sicherungssatz wiederherzustellen.
Es wird unterschieden in:

### Komplett-/Vollsicherung
Die Komplett- oder Vollsicherung wird in Programmen auch als „Normale Sicherung“ bezeichnet. Hierbei werden die jeweils zu sichernden Daten (ein komplettes Laufwerk, eine Partition, bestimmte Verzeichnisse und/oder bestimmte Dateien, bestimmte Dateiformate) vollständig auf das Sicherungsmedium übertragen und als gesichert markiert.
Die Vollsicherung ist technisch sehr einfach, da Daten lediglich kopiert werden. Durch die vollständige Kopie der Daten hat die Vollsicherung einen sehr hohen Speicherbedarf und die Sicherung selbst ist bei großen Datenmengen sehr zeitintensiv. Oft wird die Sicherung deshalb parallelisiert, wodurch allerdings die Arbeitsgeschwindigkeit reduziert wird.
Für manche Dateisysteme kann ein lesbarer Snapshot der zu sichernden Daten erstellt werden. Während die Sicherung des Snapshots im Hintergrund durchgeführt wird, können bereits Änderungen an den Daten vorgenommen werden, welche dann über Copy-On-Write gespeichert werden.
Das Dateisystem kann auch während der Dauer des Backups genutzt werden und die Sicherung ist konsistent.

### Speicherabbildsicherung
Bei der Speicherabbild-Sicherung (englisch image backup) kann der komplette Datenträger (meist die Festplatte, aber auch USB-Massenspeicher, optische Medien oder bei einigen Programmen auch Datenträger im Netzwerk) oder eine Partition durch ein 1-zu-1-Abbild gesichert werden. So können beispielsweise nicht nur die Nutzdaten, sondern das gesamte Dateisystem, inklusive Betriebssystem und Benutzereinstellungen, gespeichert werden. Der Vorteil dieser Sicherung besteht darin, dass bei einem Totalausfall des Rechners das Speicherabbild auf den Datenträger zurückgeschrieben und dadurch der Zustand des jeweiligen Datenträgers zum Sicherungszeitpunkt vollständig wiederhergestellt werden kann.
Bei einer derartigen Wiederherstellung wird entweder das gesamte Dateisystem in seiner Originalstruktur wiederhergestellt (in diesem Fall ist kein Dateisystemtreiber erforderlich, sondern lediglich ein Gerätetreiber für den Datenträgerzugriff), oder ein besonderer Treiber liest regulär das Dateisystem und extrahiert nur die gewünschten Verzeichnisse und Dateien aus der Sicherung, um diese als normale Verzeichnisse und Dateien in das aktuelle Dateisystem zu integrieren bzw. die aktuellen mit den älteren gesicherten Dateien zu überschreiben (siehe auch „Inkrementelle Sicherung“). Seit einigen Jahren sind Programme auf dem Markt, die solche Sicherungen inkrementell anlegen können.

### Differenzielle Sicherung
Bei der sogenannten differenziellen Sicherung werden alle Dateien gespeichert, die seit der letzten Komplettsicherung geändert wurden oder neu hinzugekommen sind. Es wird auf der letzten Komplettsicherung aufgesetzt, wobei gegenüber einer neuen Vollsicherung Speicherplatz und Zeit gespart werden kann. Differenzielle Sicherungsstände hängen lediglich von der letzten Komplettsicherung ab und sind unabhängig von anderen differenziellen Sicherungsständen. Nicht mehr benötigte Sicherungsstände können unabhängig voneinander gelöscht werden.
Bei sehr großen Dateien, die sich häufig ändern (virtuelle Maschinen, Datenbanken, Postfach-Dateien mancher E-Mail-Programme) ist die differenzielle Sicherung nachteilig, da bei kleinsten Änderungen jedes Mal die gesamte Datei gesichert wird.

### Inkrementelle Sicherung
Bei der inkrementellen Sicherung werden die Dateien oder Teile von Dateien gespeichert, die seit der letzten inkrementellen Sicherung oder (im Falle der ersten inkrementellen Sicherung) seit der letzten Komplettsicherung geändert oder hinzugefügt wurden. Es wird immer auf der letzten inkrementellen Sicherung aufgesetzt. Bei einer Wiederherstellung müssen die Daten aus mehreren Sicherungen zusammengetragen werden. Dafür muss gewährleistet sein, dass die vollständige Kette aller Sicherungen bis zur letzten Vollsicherung in der korrekten Abfolge fehlerfrei nachvollziehbar ist. Dies wird z. B. durch Datumsstempel oder Prüfsummen erreicht.
Inkremente der Datensicherung können auf zwei Weisen gespeichert werden:
- Üblich sind die forward deltas. Die (ältere) Vollsicherung dient als Fundament und wird nicht verändert, während darauf die Inkremente aufgebaut werden. Der aktuelle Datenbestand kann nur unter Berücksichtigung von Inkrementen wiederhergestellt werden. Beispiele: duplicity.
- Eine inkrementelle Sicherung mit reverse deltas kehrt dieses Prinzip um. Bei jeder Sicherung werden geänderte Daten in der Vollsicherung und die vorherigen alten Daten in einem Inkrement gespeichert. Auf die Vollsicherung kann jederzeit problemlos zugegriffen werden, während eine ältere Version einer Datei nur durch Berücksichtigung der Inkremente wiederhergestellt werden kann. Beispiel: rdiff-backup.

Die inkrementelle Sicherung hat einen sehr geringen Speicherbedarf, das Verfahren eignet sich daher für die Datensicherung in Netzwerken oder in der Cloud. Andererseits sind prinzipbedingt alle Inkremente miteinander verkettet, weshalb es nur mit großem Rechenaufwand möglich ist, ein Inkrement zwischen zwei anderen Inkrementen zu entfernen, etwa um Speicherplatz zu sparen oder private Daten zu löschen.

### Erkennung veränderter Dateien
Zur Unterscheidung von veränderten Dateien und bereits gesicherten, unveränderten Dateien setzen manche Dateisysteme spezielle Dateiattribute ein, die bei einer Veränderung automatisch vom System gesetzt werden und bei einer Voll- oder inkrementellen Sicherung vom Sicherungsprogramm wieder gelöscht werden (z. B. das Archivbit bei FAT und NTFS). Stehen solche Attribute nicht zur Verfügung, muss die Backup-Software über die Dateien Buch führen, etwa durch den Abgleich des Datei-Datums, der Dateigröße oder den Einsatz von Prüfsummen wie SHA-1. Beispielsweise verwendet tar bloße Zeitstempel, rdiff-backup Zeitstempel und Dateigrößen, und duplicity zusätzlich SHA-1.

#### Problematik bei verschlüsselten Daten
Das Backup von verschlüsselten Dateien ist in zweierlei Hinsicht problematisch: Wird der Inhalt der Datei nur geringfügig verändert, verfügt der Angreifer dank verschiedener Backups über verschiedene Versionen der verschlüsselten Datei. Die Annahme, dass von Inkrement zu Inkrement der Klartext der Datei nur geringfügig verändert wurde und die deutliche Mehrheit des Klartextes identisch bleibt, kann für die Kryptoanalyse nützlich sein.
Einige Verschlüsselungstools (wie TrueCrypt) speichern das Änderungs-Datum nicht ab und verändern die Größe der verschlüsselten Datei nicht (Containerdatei mit fixer Größe, oder Padding, um die Datei auf die gewünschte Fixgröße aufzufüllen). Dies hat vor allem den Zweck, dem Angreifer die Suche nach den geheimen Inhalten zu erschweren. Dies hat aber zur Folge, dass die Backup-Software die veränderte Datei nicht erkennen kann. Dies führt dann zu einem anderen Problem: Von verschlüsselten Daten werden unter Umständen keine Backups erstellt, solange die Backup-Software nicht mit Prüfsummen arbeitet.

### Backupstrategien

#### 3-2-1 Backup-Regel

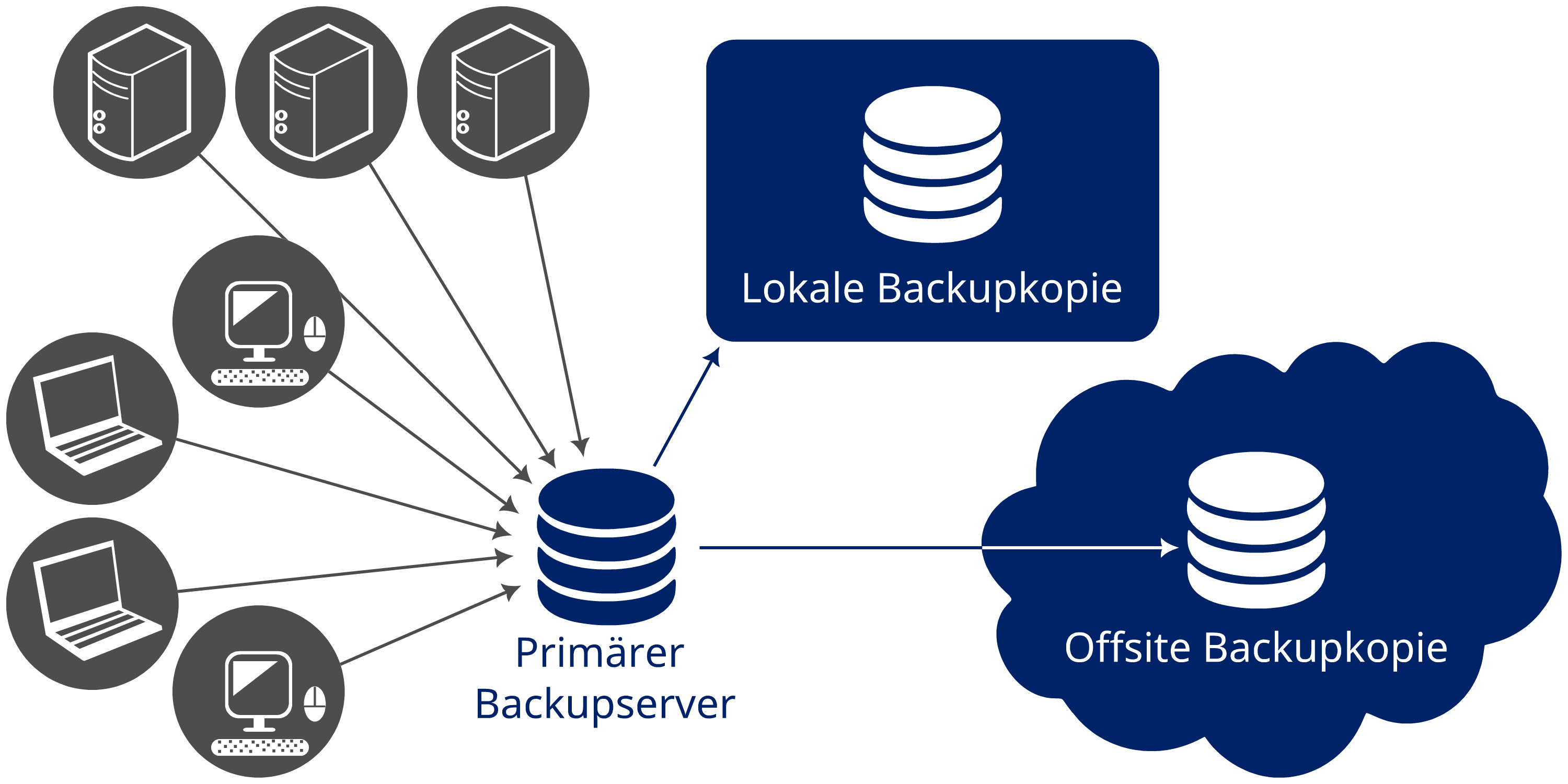
Schematische Abbildung der 3-2-1 Backupstrategie.

Die 3-2-1 Backup-Regel ist eine Strategie, um sich gegen Datenverlust durch den Ausfall von Backupsystemen abzusichern. Dabei stehen die einzelnen Zahlen für die folgenden Punkte:
3: Die zu sichernden Daten sollten in dreifacher Ausführung gespeichert werden.
2: Es sollten zwei verschiedene Medientypen (Festplatten, Magnetband, DVD, Cloud, …) zum Speichern der Daten verwendet werden.
1: Eine der Kopien sollte an einem anderen Standort (offsite) liegen.

##### 3-2-1-1-0 Backup-Regel
Die 3-2-1-0- oder 3-2-1-1-0-Regel ist eine Weiterentwicklung der 3-2-1-Regel, die zum einen Probleme behandelt, die sich aus der Vernetzung von Computersystemen ergeben, und zum anderen die Rücksicherung in das Sicherungskonzept einbezieht:
1: Eine der Kopien sollte offline sein, d. h. komplett von der EDV bzw. von einem Netzwerk getrennt sein, z. B. eine externe Festplatte, die vom System getrennt wird. So ist ausgeschlossen, dass die Datensicherung durch einen Angreifer gelöscht oder verschlüsselt werden kann. Dies kann auch durch WORM-Systeme (Write once, read multiple) realisiert werden – das können zum einen Datenträger sein, die nur beschrieben und gelesen, aber nicht geändert oder gelöscht werden können. Zum anderen existieren systemische Ansätze, die das Löschen und Ändern sicher verhindern.
0: "Null Fehler" – die geschriebenen Daten sollten schon während des Backupvorgangs verifiziert werden. Außerdem sollte durch regelmäßige Wiederherstellungstests sichergestellt werden, dass die die Wiederherstellung funktioniert und die Daten fehlerfrei sind.

#### First in, first out (FIFO)
FIFO ist die einfachste Strategie. Sobald die Speichermedien – oder der Speicherplatz eines Mediums – zur Neige geht, wird die älteste Vollsicherung gelöscht, beziehungsweise auch alle inkrementellen oder differenziellen Backups, die auf der ältesten Vollsicherung beruhen.

#### Großvater-Vater-Sohn

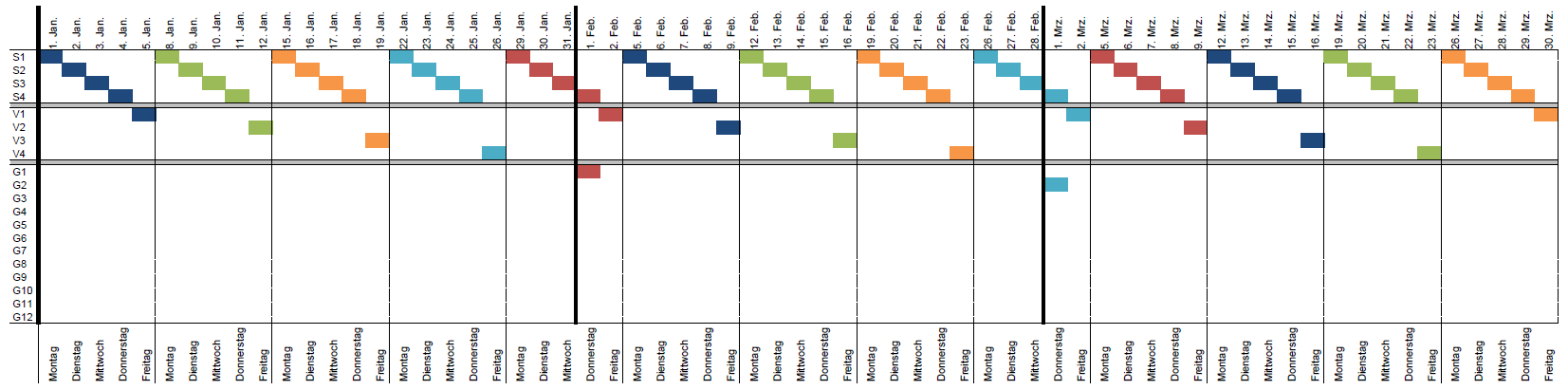
In unterschiedlichen Zeitabständen werden Backups erstellt. Hier: täglich, wöchentlich und monatlich.
Wochen wurden farblich markiert.

Auch als Generationenprinzip bekannt, ist „Großvater-Vater-Sohn“ eine der häufigsten Strategien für die Erstellung von Backups.
Das „Sohn“-Backup als häufigstes wird jeden Werktag erstellt, jene des „Vaters“ am Ende der Woche, und jene des „Großvaters“ am Ende des Monats. Verwendet man Vollsicherungen – und pro Vollsicherung ein Speichermedium – benötigt man vier Medien für die Wochentage (am letzten Werktag wird nämlich die wöchentliche Sicherung durchgeführt), und fünf Speichermedien für das am Freitag stattfindende Backup. Hinzu kommen beliebig viele Speichermedien, um die vergangenen Monate abzudecken.
Auf macOS verwendet Time Machine eine ähnliche Strategie auf einem einzelnen Speichermedium: Für die letzten 24 Stunden werden stündliche Backups vorgehalten, für den letzten Monat tägliche Backups, und schließlich wird das jeweils älteste monatliche Backup erst gelöscht, wenn der Speicherplatz ausgeht. Da jeweils das älteste Backup eine Vollsicherung darstellt, müssen vor dem Löschvorgang die Daten in das zweitälteste Backup transferiert werden.

#### Türme von Hanoi
Um einen guten Kompromiss bei der Anzahl der vorgehaltenen Datensicherungen und der zur Verfügung zu stellenden Hardware zu erreichen, benutzt man auch die Sicherungsart „Türme von Hanoi“. Diese Sicherungsstrategie basiert auf dem gleichnamigen Knobelspiel. 
Jedes verwendete Sicherungsmedium entspricht einer Scheibe der Türme und bei jeder Bewegung der Scheibe wird ein Backup auf das entsprechende Medium gespielt. Somit wird das erste Medium jeden zweiten Tag benutzt (1, 3, 5, 7, 9, …), das zweite jeden vierten (2, 6, 10, …) und das dritte jeden achten (4, 12, 20, …).
Mit n Medien kann man somit 2 n-1 Tage auskommen, bis das letzte Medium überschrieben wird. Somit hat man bei drei Medien noch Backups von vor vier Tagen, am fünften Tag wird das Backup C überschrieben. Bei vier Medien hat man acht Tage bis am neunten Tag Medium D überschrieben wird und bei fünf Medien hat man 16 Tage, bis am 17. Tag das Medium E überschrieben wird usw. Dateien können jeweils, abhängig von der Menge der Medien, von vor 1, 2, 4, 8, 16, …, 2 n-1 Tagen wiederhergestellt werden. Mathematisch betrachtet wird das zu verwendende Medium durch die Anzahl der Nullen auf der rechten Seite der Binärdarstellung der Tage seit Beginn des Backups bestimmt.
Die folgenden Tabellen zeigen, welche Medien an welchen Tagen verwendet werden, bei verschiedener Anzahl an Medien. Dabei muss beachtet werden, dass bei dieser Methode das erste Backup bereits nach zwei Tagen überschrieben wird. Dies kann aber umgangen werden, indem man am Ende des Zyklus (in den Tabellen rot markiert) anfängt.
|        | Tag des Zyklus | Tag des Zyklus | Tag des Zyklus | Tag des Zyklus | Tag des Zyklus | Tag des Zyklus | Tag des Zyklus | Tag des Zyklus |
| 01     | 02             | 03             | 04             | 05             | 06             | 07             | 08             |                |
| ------ | -------------- | -------------- | -------------- | -------------- | -------------- | -------------- | -------------- | -------------- |
| Medium | A              |                | A              |                | A              |                | A              |                |
| Medium |                | B              |                |                |                | B              |                |                |
| Medium |                |                |                | C              |                |                |                | C              |

|        | Tag des Zyklus | Tag des Zyklus | Tag des Zyklus | Tag des Zyklus | Tag des Zyklus | Tag des Zyklus | Tag des Zyklus | Tag des Zyklus | Tag des Zyklus | Tag des Zyklus | Tag des Zyklus | Tag des Zyklus | Tag des Zyklus | Tag des Zyklus | Tag des Zyklus | Tag des Zyklus |
| 01     | 02             | 03             | 04             | 05             | 06             | 07             | 08             | 09             | 10             | 11             | 12             | 13             | 14             | 15             | 16             |                |
| ------ | -------------- | -------------- | -------------- | -------------- | -------------- | -------------- | -------------- | -------------- | -------------- | -------------- | -------------- | -------------- | -------------- | -------------- | -------------- | -------------- |
| Medium | A              |                | A              |                | A              |                | A              |                | A              |                | A              |                | A              |                | A              |                |
| Medium |                | B              |                |                |                | B              |                |                |                | B              |                |                |                | B              |                |                |
| Medium |                |                |                | C              |                |                |                |                |                |                |                | C              |                |                |                |                |
| Medium |                |                |                |                |                |                |                | D              |                |                |                |                |                |                |                | D              |

|        | Tag des Zyklus | Tag des Zyklus | Tag des Zyklus | Tag des Zyklus | Tag des Zyklus | Tag des Zyklus | Tag des Zyklus | Tag des Zyklus | Tag des Zyklus | Tag des Zyklus | Tag des Zyklus | Tag des Zyklus | Tag des Zyklus | Tag des Zyklus | Tag des Zyklus | Tag des Zyklus | Tag des Zyklus | Tag des Zyklus | Tag des Zyklus | Tag des Zyklus | Tag des Zyklus | Tag des Zyklus | Tag des Zyklus | Tag des Zyklus | Tag des Zyklus | Tag des Zyklus | Tag des Zyklus | Tag des Zyklus | Tag des Zyklus | Tag des Zyklus | Tag des Zyklus | Tag des Zyklus |
| 01     | 02             | 03             | 04             | 05             | 06             | 07             | 08             | 09             | 10             | 11             | 12             | 13             | 14             | 15             | 16             | 17             | 18             | 19             | 20             | 21             | 22             | 23             | 24             | 25             | 26             | 27             | 28             | 29             | 30             | 31             | 32             |                |
| ------ | -------------- | -------------- | -------------- | -------------- | -------------- | -------------- | -------------- | -------------- | -------------- | -------------- | -------------- | -------------- | -------------- | -------------- | -------------- | -------------- | -------------- | -------------- | -------------- | -------------- | -------------- | -------------- | -------------- | -------------- | -------------- | -------------- | -------------- | -------------- | -------------- | -------------- | -------------- | -------------- |
| Medium | A              |                | A              |                | A              |                | A              |                | A              |                | A              |                | A              |                | A              |                | A              |                | A              |                | A              |                | A              |                | A              |                | A              |                | A              |                | A              |                |
| Medium |                | B              |                |                |                | B              |                |                |                | B              |                |                |                | B              |                |                |                | B              |                |                |                | B              |                |                |                | B              |                |                |                | B              |                |                |
| Medium |                |                |                | C              |                |                |                |                |                |                |                | C              |                |                |                |                |                |                |                | C              |                |                |                |                |                |                |                | C              |                |                |                |                |
| Medium |                |                |                |                |                |                |                | D              |                |                |                |                |                |                |                |                |                |                |                |                |                |                |                | D              |                |                |                |                |                |                |                |                |
| Medium |                |                |                |                |                |                |                |                |                |                |                |                |                |                |                | E              |                |                |                |                |                |                |                |                |                |                |                |                |                |                |                | E              |

## Sonderfall Privatnutzer
Für Privatanwender hängt die Art der sinnvollsten Datensicherung stark von der zur Verfügung stehenden Hardware, dem vorhandenen Fachwissen und nicht zuletzt von der persönlichen Einstellung zu den zu sichernden Daten und deren Sicherung ab. Mit ausreichendem Engagement lassen sich schon mit einfachen Mitteln Datensicherungen erstellen und die Sicherheit auf industrielles Niveau ausbauen.
Auf dem Softwaremarkt stehen sowohl kommerzielle wie auch kostenlose sowie freie Programme zur Verfügung. Zu den bekanntesten kommerziellen Angeboten gehören die Programme True Image der Firma Acronis, ShadowProtect der Firma StorageCraft, DriveImage XML von runtime software und Carbon Copy Cloner für Mac OS X der Firma Bombich Software. Im Freeware-Bereich können Cobian oder Areca als Beispiele genannt werden, aber auch simple Tools wie robocopy bzw. SyncToy von Microsoft. Für unixoide Betriebssysteme wie etwa Linux besteht eine große Vielfalt von freien Backup-Programmen, die sehr unterschiedliche Anwender und Bedürfnisse ansprechen. Beispiele sind duplicity, rsnapshot, rdiff-backup, Synchronisationsprogramme wie rsync und unison und schließlich Archivierungsprogramme wie tar. Ab Mac OS X Leopard (10.5) ist mit Time Machine eine automatisierte Datensicherungslösung für Sicherheitskopien auf externe Festplatten (USB/FireWire oder Netzwerklaufwerke) in das Betriebssystem integriert.
Beispiel
Sinnvoll ist eine Sicherung auf einer separaten Festplatte. Eine externe Festplatte kann nach der Datensicherung getrennt vom Computer an einem sicheren Ort aufbewahrt werden. Bei einer internen Festplatte ist wenigstens darauf zu achten, dass eventuelle Viren und Schadprogramme während des regulären Betriebs keinen Schreibzugriff auf das Sicherungsmedium haben. Festplatten mit sehr großem Speichervermögen werden immer preiswerter. Auch auf einem USB-Speicherstick sind Sicherungen praktikabel. Die einfachste Möglichkeit, ohne Software und mit nur wenig Hintergrundwissen eine solide Sicherungskopie zu erstellen, ist die Anlage von mindestens zwei Sicherungen im regelmäßigen Abstand auf physisch unabhängigen Datenträgern. So kann das Großvater-Vater-Sohn-Prinzip nachgebildet werden. Mit drei oder mehr Medien lässt sich dieses Prinzip dahingehend ausbauen, kleinschrittige Änderungen rückgängig machen zu können oder weiter zurückliegende Versionen vorzuhalten. Mit anderen Medien lässt sich die Geschwindigkeit und Kapazität steigern.
Sind die Daten auf der ursprünglichen Festplatte entsprechend sortiert, kann die Sicherung aktueller oder besonders wichtiger Daten in kürzeren Zeitabständen erfolgen (z. B. täglich) als die der übrigen Bestände.

## Geschichte
Als in den 1980er Jahren noch im Wesentlichen auf Disketten gearbeitet wurde, konnten diese recht einfach kopiert werden. Die aufkommenden Festplatten wuchsen allerdings so schnell in ihrer Kapazität, dass eine Sicherung auf Dutzenden Disketten bald nicht mehr praktikabel war. Als reine Sicherungsmedien kamen auch bei Privatpersonen und vor allem bei Firmen einfache Bandlaufwerke auf, die über den Diskettencontroller oder professioneller über SCSI angeschlossen wurden.
In den 1990er Jahren versuchte Iomega, die Zip-Disketten mit – für damalige Verhältnisse – vergleichsweise hohen Kapazitäten von 100, später bis zu 750 Megabyte im Bereich Datensicherungslösungen zu positionieren. Ab Ende der 1990er Jahre wurden als sehr beliebte Sicherungsmedien auch beschreibbare CDs und später DVDs verwendet, die andere Lösungen im Privatsektor praktisch vollständig verdrängten.
Magnetbänder haben heute im privaten Bereich eine überaus niedrige Verbreitung und sind den Festplatten an Geschwindigkeit und vor allem bei den Kosten pro Speicherplatz manchmal unterlegen. Im Energieverbrauch sowie in der Haltbarkeit sind sie jedoch überlegen, was sie im Firmeneinsatz noch bestehen lässt. Festplatten bieten mittlerweile mit großen Kapazitäten und relativ stabilen Gerätepreisen eine attraktive Alternative zu Wechselmedien. Auch Flash-Speicher haben praktikable Kapazitäten erreicht und können sich als Sicherungsmedien eignen.

## Medientypen der Datensicherung

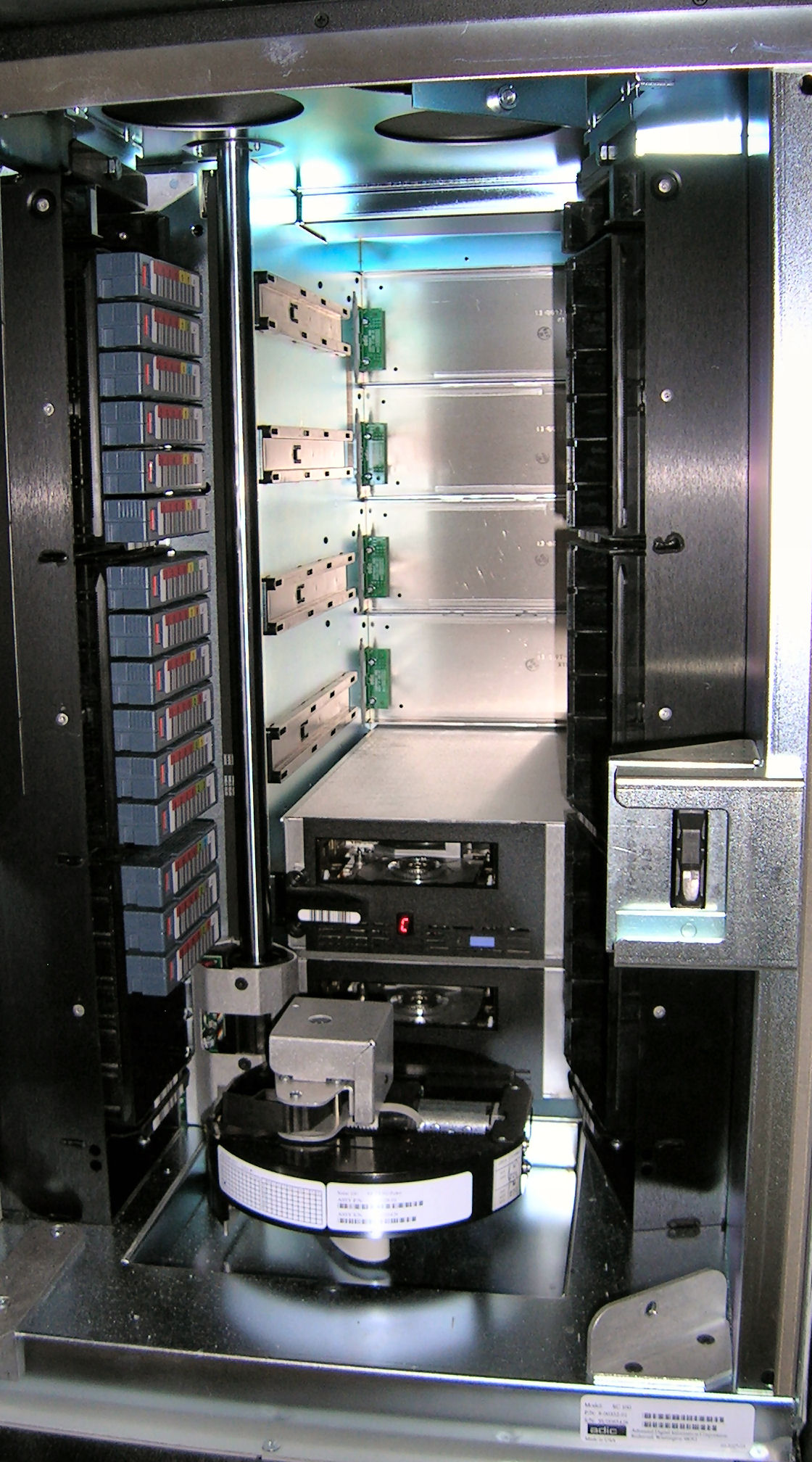
Tape-Library (Innenansicht)

Im Jahr 2005 wurden die meisten Datensicherungen von festplattenbasierten Produktionssystemen auf Magnetband großer Kapazität (z. B. Digital Linear Tape, Linear Tape Open), Festplatte oder optischen Speicher wie CD-R, DVD, DVD-RAM und vergleichbare Formate gemacht.
Solche Speichermedien unterscheiden sich von mechanischen Festplatten und Flash-Speichern dadurch, dass die Steuerungs-Hardware nicht an das jeweilige Medium gebunden ist. Im Defektsfall eines Laufwerkes kann so der Datenträger entnommen und durch ein anderes, funktionstüchtiges Laufwerk ausgelesen werden.
Mit der Zunahme günstiger Breitband-Internetverbindungen gewinnen Netzwerk- und Online-Datensicherungen auf externen Servern mehr Bedeutung. Allerdings eignen sich externe Dienste nicht als einziger Sicherungsort, da diese technisch nicht vom Endbenutzer kontrollierbar sind. Dementsprechend sind technische Störungen unvorhersehbar.
Im Privatbereich werden auch weitere Sicherungsmedien eingesetzt (siehe Sonderfall Privatnutzer).

## Echtzeitanwendungen
Datenbanken müssen in einem konsistenten Zustand gesichert werden (Datenkonsistenz, siehe auch Datenbankarchivierung). Dies kann durch ein Cold Backup erreicht werden, bei dem die Datenbank heruntergefahren wird, dann ein Datenexport durchgeführt und anschließend die Datenbank wieder hochgefahren wird. Im Gegensatz zum Hot Backup wird die Datenbank vom Produktivnetz (also z. B. dem Internet oder Intranet) getrennt und dadurch der Betrieb unterbrochen.

### Hot Backup
Ein Hot Backup (engl. heiße Sicherung) ist eine Sicherung eines Systems (beispielsweise einer Datenbank), die während des laufenden Betriebs dieses Systems erstellt wird. Dieses Verfahren wird auch Online Backup genannt. Meistens muss das System diese Sicherungsmethode unterstützen, da sonst eine Sicherung aufgrund der aktiven Nutzung Inkonsistenzen aufweisen kann.
Durch ein Hot Backup kann eine Sicherung möglichst aktuell gehalten werden – im Idealfall ist sie auf dem gleichen Stand wie das Live-System. Vorteil dieser Methode ist das Vorhalten eines aktuellen „Ersatz-Datenbestandes“, der im Fall eines Systemabsturzes sofort einsatzbereit ist. Ein Nachteil ist, dass Fehler in einem Datensatz sofort auf die Sicherung übertragen werden. Ein Kompromiss ist der Einbau eines kurzen zeitlichen Versatzes, sodass die Sicherung von Fehlern weniger häufig vorkommt, bei einem Ausfall des Systems aber nur wenige Daten verloren gehen.

### Cold Backup
Ein Cold Backup (engl. kalte Sicherung) ist eine Sicherung eines Echtzeit-Systems, die erstellt wird, während das System nicht aktiv ist. Dadurch wird erreicht, dass die Daten in einem konsistenten Zustand gesichert sind. Da das System während der Sicherung nicht verfügbar ist, sind Cold Backups für hochverfügbare Dienste ungeeignet. Dieses Verfahren wird auch Offline Backup genannt.
Ein bei Oracle-Datenbanken verbreitetes Verfahren ist, die Datenbank bei Beginn der Sicherung in den Datenspeicherungsmodus zu versetzen und danach wieder in den Produktionsmodus.
Verschiedene Hersteller von Datensicherungsprogrammen und andere Hersteller bieten Online-Integrationen (Integrationsagent) und Zusatzprodukte wie den Open File Manager von St. Bernhard an.

## Datensicherungsstrategie
Eine Datensicherungsstrategie kann überall dort zum Einsatz kommen, wo es einzigartige Daten eines gewissen Wertes gibt, sei es im Privatanwenderbereich, in Projekten oder im Unternehmensbereich. Im Falle des Letzteren kann diese als bindende Vorgabe in Form einer Richtlinie existieren.
In ihr kann festgelegt werden:
- Wie die Datensicherung zu erfolgen hat.
- Wer für die Datensicherung verantwortlich ist.
- Wann Datensicherungen durchgeführt werden.
- Welche Daten gesichert werden sollen.
- Welches Speichermedium zu verwenden ist.
- Wo die Datensicherung sicher aufbewahrt wird.
- Wie die Datensicherung vor Datendiebstahl zu sichern ist (zum Beispiel durch Verschlüsselung).
- Wie lange Datensicherungen aufzubewahren sind.
- Wann und wie Datensicherungen auf ihre Wiederherstellbarkeit überprüft werden.

Außerdem sollte festgelegt werden, wann und ob (a) eine vollständige Sicherung (z. B. am Wochenende) und/oder (b) eine inkrementelle oder differenzielle Sicherung (z. B. werktags um Mitternacht) durchgeführt wird.
Weitere Punkte sind:
- Wenn die Wiederherstellung von Daten notwendig ist, sollte das Vorgehen mehreren Mitarbeitern bekannt sein. Eine Checkliste für diesen Fall ist sehr nützlich, da im Ernstfall oft niemand Zeit oder Nerven hat, nachzudenken, was als Nächstes zu tun ist.
- Nach Möglichkeit sollten die Daten vor der Sicherung nicht komprimiert werden. Redundanz kann bei der Wiederherstellung von Daten nützlich sein.
- Es ist zumindest ein Laufwerk bereitzuhalten, welches die verwendeten Medien lesen kann.
- Der wirtschaftliche Nutzen von Datensicherungen (Kosten, um die Daten ohne Datensicherung wiederherzustellen) muss in einem sinnvollen Verhältnis zu dem für die Datensicherung betriebenen Aufwand stehen.
- Der einzig sichere Beweis einer erfolgreichen Datensicherung ist der Nachweis, dass die gesicherten Daten auch vollständig und innerhalb eines angemessenen Zeitraums wiederhergestellt werden können. Aus diesem Grund sollten in regelmäßigen Abständen Rücksicherungstests erfolgen.

### Kriterien
Die optimale Datensicherungsstrategie ist von vielen Faktoren abhängig und daher in jedem Einzelfall neu zu ermitteln.
Wichtige Faktoren, die berücksichtigt werden müssen, sind:

#### Die Art der Daten
Maschinell wiederherstellbare Daten
Dazu gehören Daten und zum Beispiel installierte Software, die nach einem Datenverlust nur wieder eingespielt werden muss. Meistens reicht hier eine Backupsoftware, deren einwandfreie Funktion getestet wurde.
Manuell wiederherstellbare Daten
Dazu gehören zum Beispiel Texte, Pläne und Bilder, die ebenfalls auf Papier vorhanden sind. Diese können durch Abtippen oder Einscannen (z. B. Texterkennung) wieder digitalisiert werden. Zu beachten ist allerdings, dass auch die aufwändige Konfiguration und Administration von installierter Software in diese Rubrik fällt. Ebenso muss etwa ein eingescannter Bauplan manuell weiterverarbeitet werden, damit er wieder nahtlos in der CAD-Software eingesetzt werden kann. So muss zusätzlich die manuelle Wiederherstellung dokumentiert werden, damit die wiederhergestellten Daten der geforderten Qualität entsprechen.
Unersetzliche Daten
Dazu gehören zum Beispiel digitale Fotos und Videos, aber auch eingescannte Belege, wenn die Originale nicht mehr vorhanden sind. Da die Daten unersetzlich sind, muss die Datensicherung den höchsten Anforderungen entsprechen.

#### Der Wert der Daten
Hier sind drei Aspekte zu unterscheiden:
Erstens, welcher Verlust entsteht, wenn die Daten unwiederbringlich zerstört werden? Wenn z. B. in einem Unternehmen Daten tagesaktuell in der Nacht gesichert werden, müssen bei einem Datenverlust kurz vor Feierabend alle Erfassungen wiederholt werden. Aus der Arbeitszeit der betroffenen Mitarbeiter ergibt sich ein Anhaltspunkt für den Verlust. Vor allem bei den unersetzlichen Daten ist allerdings oft auch der ideelle Wert zu berücksichtigen.
Zweitens, welcher Verlust entsteht durch die Zeit, die die vollständige Wiederherstellung benötigt und in der ggf. nicht gearbeitet werden kann? Wenn z. B. die Installation eines PCs einen Tag benötigt, kann der Schaden den Wert der installierten Software weit übersteigen. Hier wäre also ein Sicherungsverfahren zu wählen, das es ermöglicht, den installierten Stand sehr schnell wieder vollständig zu rekonstruieren (Speicherabbild).
Drittens, welche Kosten entstehen aus der Informationspflicht, die u. U. gemäß Bundesdatenschutzgesetz oder Rechtsvorschriften anderer Staaten besteht? Bei Datenverlusten von bestimmten Arten personenbezogener Daten müssen die Betroffenen, die Aufsichtsbehörden oder die Öffentlichkeit über die Datenpanne informiert werden.

#### Die Änderungshäufigkeit der Daten
Dieser Faktor hat entscheidenden Einfluss auf die Anwendung und Gestaltung des Generationenprinzips. Daten mit geringer Änderungshäufigkeit, wie z. B. Betriebssystem und installierte Software, müssen nicht unbedingt regelmäßig gesichert werden. Es kann auch ausreichend sein, diese Bereiche nur vor oder nach Eingriffen zu sichern.
Je schneller Daten verändert werden, desto geringer wird man die Zyklendauer der Sicherung entsprechend dem Generationenprinzip wählen. Zu beachten ist hier auch die Verfallsdauer. Während es für viele Daten im Geschäftsleben gesetzlich geregelte Aufbewahrungszeiten gibt (beispielsweise Rechnungsdaten), können z. B. aktuelle Inhalte von Webseiten u. U. schon nach kurzer Zeit verworfen werden, wenn sie nicht mehr benötigt werden.

#### Gesetzliche Anforderungen
Die Datensicherungsstrategie muss in der Lage sein, mögliche gesetzliche Auflagen zu garantieren (z. B. Revisionssicherheit).
Zu beachten sind die Grundsätze ordnungsmäßiger DV-gestützter Buchführungssysteme, speziell Absatz 5.1 und 5.2.

#### Speicherort
Da es also sehr unterschiedliche Arten von Daten mit unterschiedlichen Anforderungen an die Sicherungsstrategie gibt, ist es zweckmäßig diese Daten schon im Vorfeld auf verschiedene Speicherorte (Festplatten, Partitionen) zu trennen. Für jeden Speicherort kann dann die optimale Strategie gewählt werden. Zusätzlich existieren unfallgeschützte Datenspeicher. Bei der Online-Datenspeicherung werden die Daten in den meisten Fällen in einem Rechenzentrum aufbewahrt.

#### Zeitaufwand der Datensicherung
Bei der Wahl eines geeigneten Konzepts spielt insbesondere aus unternehmerischer Sicht der für die Datensicherung benötigte Zeitaufwand eine wichtige Rolle. Der Gesamtaufwand setzt sich aus dem wiederkehrenden Sicherungsaufwand und dem im Falle eines Datenverlusts anfallenden Wiederherstellungsaufwand zusammen. Die Relation, in der diese beiden Größen zueinanderstehen, ist abhängig von der Auswahl eines konkreten Datensicherungsverfahrens. Ein geringer Sicherungsaufwand wird vornehmlich dann angestrebt, wenn große Datenmengen während des Sicherungsvorganges gesperrt werden müssen, was bei vielen Systemen bereits seit Jahrzehnten aber oft vermieden werden kann. Zu diesem Zweck gibt es Software, die Daten eines Systems im laufenden Betrieb sichern kann.

#### Anforderungen
Je nach Medium und Art der Datensicherung werden die Kriterien anders ausfallen. Meistens erwähnt werden jedoch folgende Punkte:

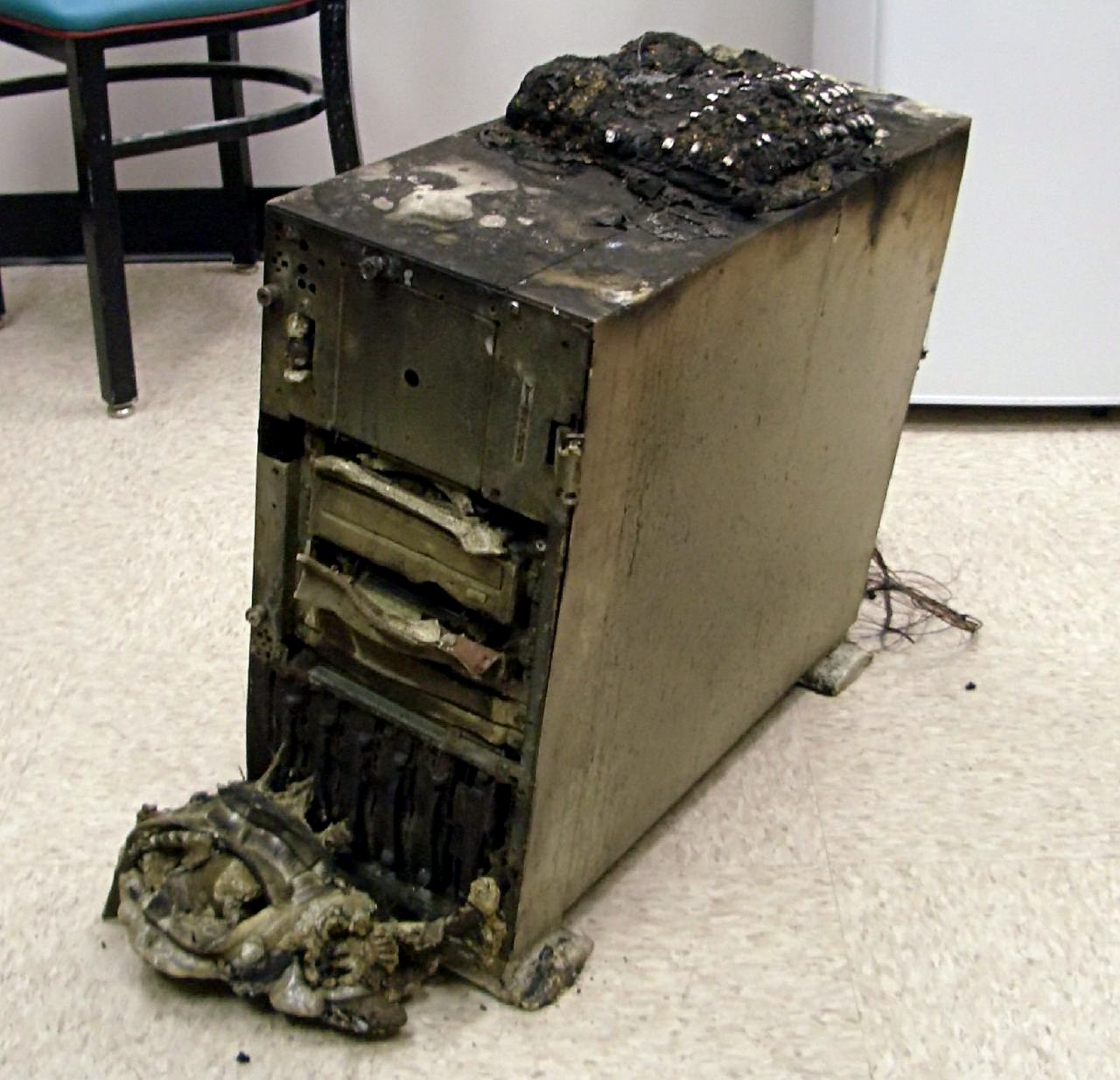
Server nach Brandschaden

Regelmäßigkeit
Datensicherungen sollen in regelmäßigen, periodischen Abständen erfolgen. Diese Abstände variieren je nach Anwendung. Eine monatliche Sicherung der Daten auf einem privaten PC kann durchaus ausreichend sein, während in Produktionsumgebungen meistens tägliche Sicherungen der Produktivdaten erforderlich sind. Sie erhöhen die Zuverlässigkeit der Datenwiederherstellung.
Aktualität
Die Aktualität der Datensicherung ist abhängig von der Anzahl der Datenänderungen. Je öfter wichtige Daten verändert werden, desto häufiger sollten diese gesichert werden.
Verwahrung
Datensicherungen von Unternehmen beinhalten unter anderem Firmengeheimnisse oder personenbezogene Daten und müssen vor unbefugtem Zugriff geschützt werden.
Anfertigung von zwei Datensicherungen
Die Anfertigung von zwei räumlich getrennten Datensicherungen eines Datenbestandes erhöht die Zuverlässigkeit der Datenwiederherstellung, um die Auswirkungen plötzlich auftretender Ereignisse wie Feuer oder physikalischer Zufälle zu minimieren. Datensicherungen sollten räumlich getrennt von der EDV-Anlage gelagert werden. Die Entfernung sollte so groß sein, dass eine Katastrophe (Brand, Erdbeben, Flut …), welche die EDV-Anlage heimsucht, den gesicherten Datenbestand nicht gefährdet. Alternativ können unfallgeschützte Datenspeicher eingesetzt werden.
Ständige Prüfung auf Vollständigkeit und Integrität
Datensicherungen und Datensicherungsstrategien müssen regelmäßig überprüft und angepasst werden. Wurden die Daten wirklich vollständig gesichert? Ist die eingesetzte Strategie konsistent? Erfolgte die Sicherung ohne Fehler?
Regelmäßige Überprüfung auf Wiederherstellbarkeit
Ein Rückspielen der Daten muss innerhalb eines festgelegten Zeitraums durchgeführt werden können. Dazu muss die Vorgehensweise einer Datenwiederherstellung ausreichend dokumentiert sein und die benötigten Ressourcen (Personal, Medien, Bandlaufwerke, Speicherplatz auf den Ziellaufwerken) müssen verfügbar sein.
Datensicherungen sollten automatisch erfolgen
Manuelle Datensicherungen können durch menschliche Fehler beeinflusst werden.
Verwendung von Standards
Die Verwendung von Standards macht die Datenwiederherstellung einfacher.
Datenkompression
Datenkompression kann Speicherplatz sparen, hängt aber von der Komprimierfähigkeit der Daten ab. Moderne Laufwerke (z. B. DAT, DLT oder LTO) können die Daten bei der Sicherung komprimieren. Unkomprimierte Daten sind jedoch möglicherweise einfacher wiederherzustellen.
Eine Datenkompression kann die automatische Überprüfung der Datenintegrität erschweren und zusätzliche Rechenzeit benötigen.
Zeitfenster
Sicherungsvorgänge können eine lange Zeit zur Fertigstellung benötigen, das kann in Produktionsumgebungen unter Umständen zu Problemen führen (Beeinträchtigung des Datentransfers, Zugriffsmöglichkeit). Eine Kompression kann ebenfalls Einfluss auf die Dauer der Datensicherung haben.
Löschung veralteter Datensicherungen
Nicht mehr benötigte Datensicherungen sollten gelöscht werden, damit die Vertraulichkeit der gespeicherten Daten gewahrt bleibt.

## Gesetzeslage in Deutschland
In der Regel ergibt sich für Unternehmen und Gewerbetreibende eine Verpflichtung zur Datensicherung aus den „Grundsätzen ordnungsmäßiger Buchführung“. Außerdem besteht die grundlegende Verpflichtung, auch bei der Datensicherung personenbezogener oder personenbeziehbarer Daten besondere Regelungen zu beachten und Schutzmaßnahmen zu ergreifen. Die Datenschutz-Grundverordnung (DSGVO) legt allgemeine Prinzipien für die Verarbeitung von personenbezogenen Daten fest, unabhängig von ihrer Form (analog oder digital). Artikel 5 der DSGVO beinhaltet Bestimmungen zur Datensicherung, einschließlich des Erfordernisses von sachlicher Richtigkeit, Begrenzung des Speicherumfangs und Gewährleistung von Sicherheit durch angemessene technische und organisatorische Maßnahmen.
Die Datensicherung in öffentlichen und privaten Institutionen muss den Grundsätzen der DSGVO entsprechen, insbesondere hinsichtlich Richtigkeit, Speicherbegrenzung sowie Integrität und Vertraulichkeit. Dies erfordert restriktive Handhabung des Zugangs zu personenbezogenen sowie personenbeziehbaren Daten und Sicherungskopien sowie eine technische Infrastruktur, die Missbrauch und unbefugte Einsichtnahme effektiv verhindert.
Ein weiterer wichtiger Grundsatz bezieht sich auf die Weitergabe von Daten an Dritte, insbesondere bei verschiedenen Formen der Datensicherung. Hierbei müssen klar definierte Voraussetzungen erfüllt sein. Bei internationaler Datenübermittlung ist es erforderlich, dass das betreffende Land gemäß Artikel 45 der DSGVO ein "angemessenes Schutzniveau" gewährleistet. Andernfalls sind "geeignete Garantien" nach Artikel 46 der DSGVO erforderlich, um den Schutz der betroffenen Person und ihrer Daten sicherzustellen.